# Systofte Skovby
Systofte Skovby er en landsby på Falster med 339 indbyggere  (2024). Systofte Skovby er beliggende i Systofte Sogn tre kilometer øst for Nykøbing Falster. Byen tilhører Guldborgsund Kommune og er beliggende i Region Sjælland.